# Финитность
Фини́тность — одна из важнейших и вместе с тем трудных для определения лингвистических категорий. Часто она определяется как способность глагола приписывать падеж подлежащему предложения и иметь показатели согласования. Данное определение, однако, касается только синтаксической стороны вопроса; что же касается семантической части, то иногда утверждается, что понятие финитности тождественно понятию предикативности, или сказуемости. В целом, признаётся, что данное понятие довольно сложно сформулировать.

## Финитность и нефинитность
Под финитной формой глагола (лат. verbum finitum) понимается форма глагола, способная выражать всю совокупность глагольных категорий. Основная задача финитных форм — выступать в положении вершины независимого предложения. В русской традиции принято финитные глаголы называть «личными», так как только они имеют форму грамматического лица. Тем не менее академическая Русская грамматика 1980 года указывает, что понятие личной формы глагола отличается от понятия финитной формы, так как включает только формы, маркированные по лицу (и, тем самым, не включает формы прошедшего времени).
Обычно финитные глаголы являются носителями таких категорий, как:
- время
- число
- род
- залог
- наклонение
- лицо
- аспект.

Параметр финитности представляет собой противопоставление свойств глагола по двум основаниям.
| Финитный глагол                                  | Нефинитный глагол                  |
| ------------------------------------------------ | ---------------------------------- |
| Употребляется как сказуемое главного предложения | Предикат в подчинённой конструкции |
| Выражает перечисленные выше глагольные категории | Не выражает                        |

Кроме того, в традиционном представлении о финитности считается, что финитные глагольные формы выражают больше глагольных категорий, чем нефинитные. Это утверждение находит отражение в шкале финитности Гивона, приведённой ниже.
Глагольные признаки:
- показатели времени, вида и модальности;
- грамматическое согласование предиката с подлежащим;
- показатели номинализации.

Именные признаки:
- падежное маркирование подлежащего и дополнения;
- артикли и другие приименные определители.

Шкала финитных признаков:
- время;
- модальность;
- вид;
- отрицание.

Согласно этой шкале, глагольная форма по мере движения от верхнего (финитного) края шкалы к нижнему (нефинитному) теряет морфосинтаксические признаки глагола в указанном выше порядке, приобретая признаки имени.
Тем не мене, как показано в работе Е. Ю. Калининой и Н. Р. Сумбатовой, приведённая выше система находит своё опровержение в ряде языков. Например, в даргинском языке предикат в независимом предложении выражает меньше «финитных» категорий, чем в зависимой части полипредикативной конструкции.

## Критерии финитности
В русском языке не существует отдельного показателя финитности, однако есть несколько критериев, на основании которых можно отличить финитный глагол от нефинитного. Прежде всего, это морфологический и синтаксический критерии.

### Морфологический критерий
Морфологический критерий опирается на свойство финитного глагола выражать некоторые глагольные категории (род, лицо, число и т. д.). При этом для русского языка основным признаком финитности является маркирование лица.
По данному критерию в качестве финитных форм глагола выделяются следующие формы:
- формы настоящего и будущего времени (маркированы время, число, лицо, залог)

Примеры: Я иду домой. Эти цветы расцветут в августе.
- формы прошедшего времени (время, род, число, залог)

Примеры: Неделю назад я видел твою сестру. Это ты взяла мои документы?
- формы сослагательного наклонения (род, число, залог)

Примеры: Если бы мы смогли поехать туда!
- формы повелительного наклонения (маркированы по числу и всегда относятся ко второму лицу)

Примеры: Сходите в магазин! Ты пока не думай об этом.

### Синтаксический критерий
Данный критерий основан на свойстве финитных глаголов употребляться в качестве сказуемого в главном предложении. Деление по этому критерию чаще всего совпадает с делением по морфологическому признаку.
По данному критерию наиболее финитными глаголами являются формы императива, вообще неспособные находиться в придаточных предложениях; наименее финитные — причастия в полной форме и деепричастия, никогда не употребляющиеся в качестве сказуемого главной клаузы.

### Критерий субъектности
Этот критерий имеет в основе способность финитного глагола иметь подлежащее, отличающееся от подлежащего другого предиката. Другими словами, даже находясь в придаточном (зависимом) предложении (клаузе), финитный глагол способен иметь подлежащее, отличающееся от подлежащего в главном предложении (ср. Я помыл посуду, чтобы мама порадовалась и Я помыл кружку, чтобы сделать в ней чай. В первом случае глагол порадоваться — финитный; во втором случае глагол сделать — нефинитный).
По данному критерию можно выделить три основные группы:
- наиболее финитные — формы, способные иметь собственное подлежащее, маркированное номинативом (формы настоящего, прошедшего, будущего времени, сослагательного наклонения)
- формы, способные иметь собственное подлежащее, которое, однако, не может маркироваться номинативом (инфинитив)
- формы, не способные иметь собственное подлежащее (деепричастие, причастие)

## Примеры
Несколько примеров финитных глаголов из разных языков мира:
Испанский язык: показатели времени, лица, числа, залога, наклонения
| Desconocía    | que | fuera          | casada   |
| не.знать-PAST | что | быть-SUBJ.PAST | женатый  |
| Я не знал     | что | она            | замужем. |
Французский язык: показатели времени, лица, числа, залога, наклонения
| Carole | a   | eu              | peur        | que | sa | mère | soit           | fâchée |
| Кароль | AUX | иметь-PART.PAST | страх       | что | её | мать | быть-SUBJ.PRES | злой   |
| Кароль |     |                 | испугалась, | что | её | мать | разозлится.    |        |
Гренландский язык: показатели времени, лица, числа, наклонения, залога, аспекта
| qimmi-p    | miiraq       | kii-va-a               |
| собака-ERG | ребенок. ABS | кусать-INDIC-3SG.INDIC |
| Собака     | кусает       | ребёнка.               |
Румынский язык: показатели времени, лица, числа, наклонения, залога
| Știu      | să     | înot     | bine   |
| знать-1SG | SUBJ   | плавать  | хорошо |
| Я умею    | хорошо | плавать. |        |